# Королівський палац (Осло)
Королівський палац (норв. Slottet або формальною норв. Det kongelige slott) в Осло — офіційна резиденція норвезького монарха. Споруджений у першій половині 19 століття як норвезька резиденція короля Швеції Карла XIV, оскільки на той час Норвегія входила до складу Швеції.